# Ononis saxicola
Ononis saxicola är en ärtväxtart som beskrevs av Pierre Edmond Boissier och Georges François Reuter. Ononis saxicola ingår i släktet puktörnen, och familjen ärtväxter. Inga underarter finns listade i Catalogue of Life.